# GP São Paulo Internacional de Ciclismo de 2013
O GP São Paulo Internacional de Ciclismo de 2013 foi a 2ª edição do GP São Paulo Internacional de Ciclismo, também considerada por alguns a edição de 2013 da Prova Ciclística 9 de Julho, sendo, neste caso, extra-oficialmente a 70ª edição do evento. Foi realizada no autódromo de Fórmula 1 de Interlagos, em um circuito de 4,3 quilômetros. A prova da elite masculina percorreu 13 voltas e foi vencida por Roberto Pinheiro, enquanto a competição elite feminina percorreu 10 voltas e teve Fernanda da Silva Souza como vencedora. Ambos tornaram-se bicampeões da prova, tendo vencido-a pela primeira vez em 2011.

## Equipes
Com inscrições gratuitas e abertas pra ciclistas avulsos, a competição da elite masculina reuniu 241 ciclistas e mais de 25 equipes, incluindo 8 das 10 primeiras do Ranking Brasileiro à época. 22 equipes participaram com 3 ou mais ciclistas: 
| FW Engenharia - Amazonas Bike - Prefeitura de Madalena Clube DataRo de Ciclismo - Cascavel Funvic - Brasilinvest - São José dos Campos - Marcondes César São Francisco Saúde - Powerade - Botafogo - Ribeirão Preto Ironage - Colner - Penks GRCE Memorial - Prefeitura de Santos São Lucas Saúde - Giant - Americana Velo - Seme Rio Claro Suzano - DSW Automotive Penks - Barueri - Maxxis ADF Liniers - São Paulo | Associação Desportiva da Polícia Militar - Guararema Barra Bonita Cycle Team Clube de Ciclismo de Caçapava ECT - Taubaté - Tarumã - JL - Cotet Guarulhos - Ciclo Alan Bikes Pastorinho - Liane Alimentos - Semepp - Presidente Prudente SEL - Marília - Unimar Seme Santa Bárbara do Oeste Smel - Unimed - Boi Gordo - ASC Sertãozinho UCI Iracemápolis - CMDA - Centro de Excelência |

## Resultados

### Masculino
Logo nas primeiras das 13 voltas que a elite masculina percorreria, uma fuga de 12 ciclistas se estabeleceu. A equipe Funvic - São José dos Campos tinha 4 ciclistas entre os escapados, o que garantiu força suficiente ao grupo para manter a vantagem até o final; entrando na última volta, o grupo estava 30 segundos à frente do pelotão principal. A vitória foi então decidida no sprint entre os escapados, no qual Roberto Pinheiro (Funvic - São José dos Campos) foi o mais rápido e garantiu sua segunda vitória na prova, tendo conquistado-a pela primeira vez em 2011. Em segundo lugar, chegou João Marcelo Gaspar (Ironage - Colner - Sorocaba), enquanto Rodrigo Araújo de Melo (Clube DataRo de Ciclismo) completou o pódio. O pelotão principal completou a prova 33 segundos após o vencedor, sendo liderados na chegada por Francisco Chamorro (Funvic - São José dos Campos), vencedor da prova em 2010 e 2012, que foi o mais rápido no sprint do pelotão e garantiu a 12ª colocação. 60 atletas completaram a prova.
|    | Ciclista               | Equipe                                    | Tempo      |
| -- | ---------------------- | ----------------------------------------- | ---------- |
| 1  | Roberto Pinheiro       | Funvic Brasilinvest - São José dos Campos | 1h 22' 25" |
| 2  | João Marcelo Gaspar    | Ironage - Colner - Sorocaba               | m.t.       |
| 3  | Rodrigo Araújo de Melo | Clube DataRo de Ciclismo                  | m.t.       |
| 4  | Willian Poiani         | Velo Seme - Giant - Rio Claro             | m.t.       |
| 5  | André Luiz Pulini      | São Lucas Saúde - Giant - Americana       | m.t.       |
| 6  | Antoelson Dornelles    | São Francisco Saúde - Ribeirão Preto      | m.t.       |
| 7  | Maurício Morandi       | GRCE Memorial - Prefeitura de Santos      | + 5"       |
| 8  | Alex Diniz             | Funvic Brasilinvest - São José dos Campos | + 7"       |
| 9  | José Eriberto          | Ironage - Colner - Sorocaba               | + 17"      |
| 10 | Renato Ruiz            | Funvic Brasilinvest - São José dos Campos | + 18"      |

### Feminino
A elite feminina percorreu 10 voltas no circuito. Após um disputado começo em que o pelotão principal ficava cada vez mais fragmentado, Fernanda da Silva Souza (Funvic - São José dos Campos) conseguiu se desgarrar das demais nas últimas duas voltas e chegou isolada, vencendo a prova pela segunda vez (já havia vencido em 2011). Sua companheira de equipe Camila Coelho garantiu a 2ª colocação, chegando 1 minuto e 30 segundos após a vencedora. O pódio foi completo por Cristiane Pereira (Lidra - Americana), em 3º. Somente 9 atletas completaram a prova.
|   | Ciclista                | Equipe                                     | Tempo      |
| - | ----------------------- | ------------------------------------------ | ---------- |
| 1 | Fernanda da Silva Souza | Funvic Brasilinvest - São José dos Campos  | 1h 06' 18" |
| 2 | Camila Coelho           | Funvic Brasilinvest - São José dos Campos  | + 1' 30"   |
| 3 | Cristiane Pereira       | Lidra - Americana                          | + 1' 40"   |
| 4 | Luciene Ferreira        | Funvic Brasilinvest - São José dos Campos  | + 1' 40"   |
| 5 | Danilas Ferreira        | Velo Seme - Giant - Rio Claro              | + 2' 26"   |
| 6 | Bárbara dos Santos      | Sesla - Indaiatuba - MZ2 Eventos - GM Reis | + 2' 31"   |
| 7 | Giovana Cruz Corsi      | Velo Seme - Giant - Rio Claro              | + 2' 32"   |
| 8 | Gimena Stocco           | São Francisco Saúde - Ribeirão Preto       | + 5' 28"   |
| 9 | Maira Nogueira Murakami | Velo Seme - Giant - Rio Claro              | + 5' 34"   |

## Ligações Externas
- Resultado Masculino Elite
- Resultado Feminino Elite
- Resultados de todas categorias